# Đao phủ

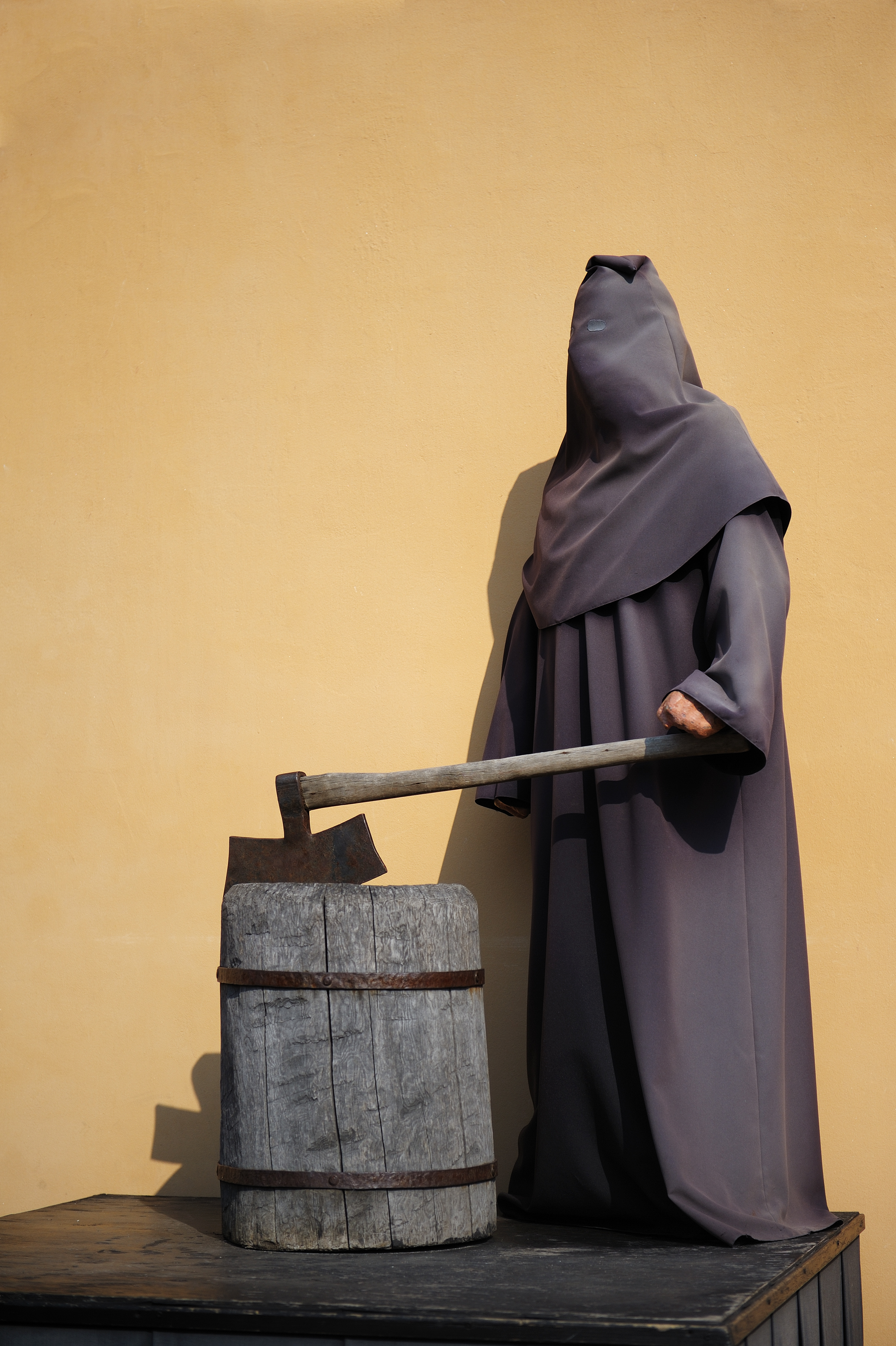
Hình một đao phủ châu Âu

Đao phủ hay Đao phủ thủ là người làm nghề hành hình tử tội (tội phạm bị tuyên án tử hình) trong thời kỳ trước đây. Đao phủ thừa hành bản án, quyết định được tuyên để chém đầu tử tội bằng dụng cụ chuyên dụng (đao, kiếm, rìu (rừu)...) sau khi có hiệu lệnh. Thường thì việc hành hình diễn ra công khai thị chúng, thu hút nhiều người đến xem.

## Ngoại hình
Hình dáng người đao phủ trong văn hóa phương Tây và phương Đông có khác nhau, tuy cùng nhiệm vụ là chém đầu tử tội.

### Phương Tây
Ở Phương Tây, đao phủ thủ thường được mô tả là người mặc bộ đồ kín toàn thân màu đen hoặc xám, giữa áo có hình chữ thập, đầu trùm một cái khăn hình quả ớt ngược có khoét hai mắt để nhìn. Đao phủ thủ phương Tây thường dùng rìu để chém đầu. Việc chém đầu diễn ra ở đoạn đầu đài. Khi đó nạn nhân bị trói còng tay ra phía sau, bịt mắt và dí đầu xuống một cái kệ để sẵn và người đao phủ giơ rìu lên cao và chém xuống, sau khi chặt đầu xong, người đao phủ sẽ cầm lấy đầu người tử tội và giơ lên cao cho mọi người thấy.

### Phương Đông

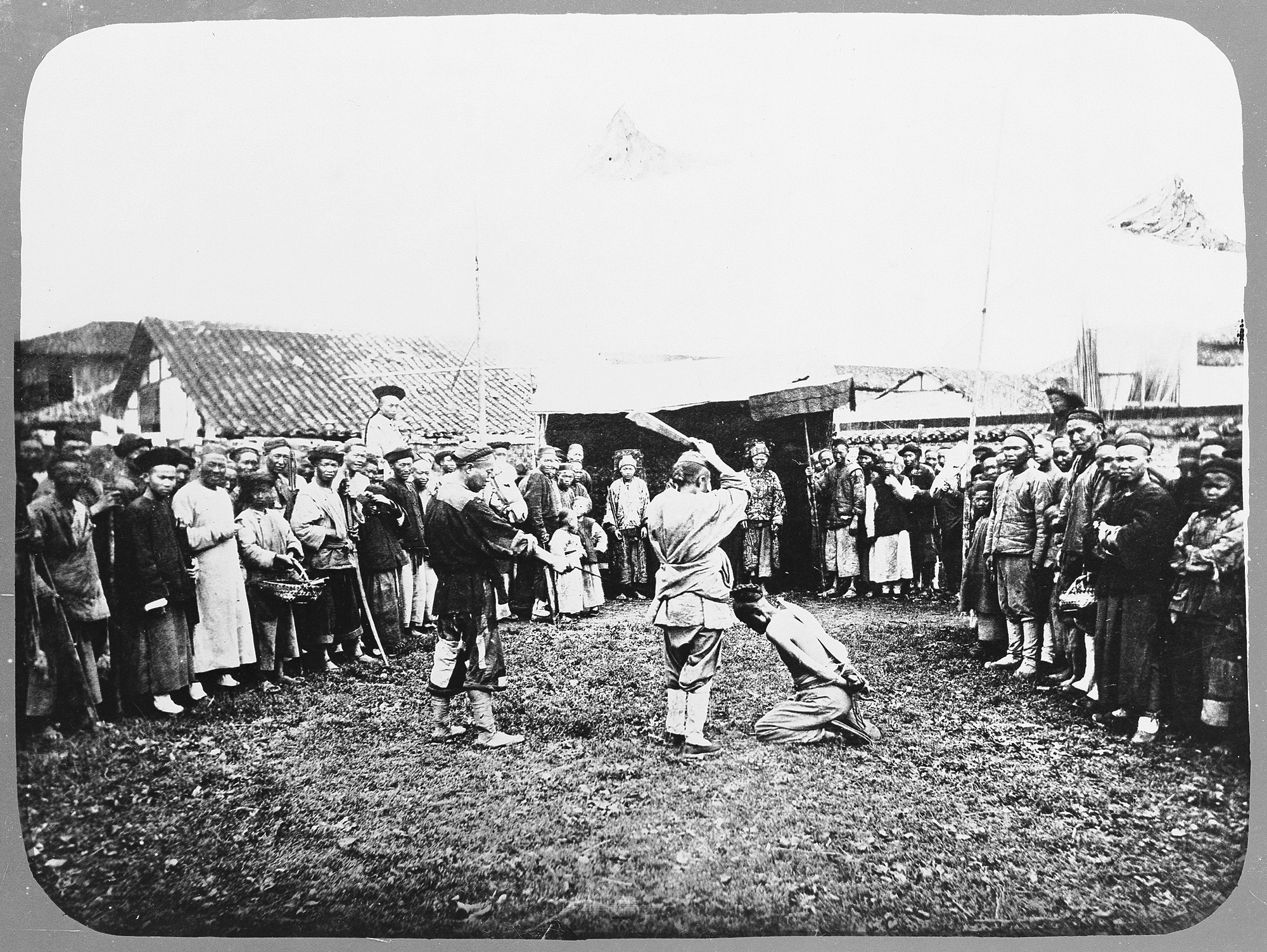
Một đao phủ thời nhà Thanh

Trong khi đó ở châu Á, nhất là Trung Quốc thì hình ảnh người đao phủ được mô tả là một người đàn ông to béo, đầu chít khăn đỏ, người mặc áo bó sát người (cũng màu đỏ), để hở tay đến vai và hở phần bụng và ngực (thường bụng và ngực những người này có nhiều lông), mặc quần đỏ và tay cầm đại đao. Đao phủ hành hình tội phạm ở pháp trường. Khi đến giờ ngọ, quan coi xử án sẽ cầm thẻ bài tử ném xuống đất, đao phủ sẽ bịt mắt tử tội, sau đó uống một ngụm rượu rồi phun vào đao và từ từ giơ lên cao rồi chém xuống tử tội đang quỳ và bị trói tay quặp về phía sau.

## Trong một số tiểu thuyết
Đao phủ được xuất hiện trong nhiều tiểu thuyết lịch sử. Trong tiểu thuyết Ba người lính ngự lâm của Alexandre Dumas thì nhân vật Milady đã quyến rũ em trai của một người đao phủ thủ và người này sau khi biết được em mình bị Milady giết đã lang thang tìm cô này để trị tội, cuối cùng ông đã chém đầu Milady.
Trong tác phẩm Tam quốc diễn nghĩa của nhà văn La Quán Trung, có tả cảnh Mã Siêu sai 50 đao phủ dàn hai bên để đón Gia Cát Lượng đến doanh trại khi biết ông này định làm thuyết khách và dặn những đao phủ này khi Mã Siêu ra hiệu sẽ xông vào băm Gia Cát Lượng thành cám. Sau khi bị Gia Cát Lượng thuyết phục, Mã Siêu thẹn quá đuổi những đao phủ này ra khỏi doanh trường. Ngoài ra khi Lưu Bị đến gặp Ngô Quốc Thái ở chùa Cam Lộ, Tôn Quyền cũng sai Giả Hoa chỉ huy 300 đao phủ phục ở ngoài chùa chờ hiệu sẽ xông vào giết Lưu Bị nhưng sự việc không thành.